# Cape Roca
Cape Roca är en udde i Antarktis. Den ligger i Sydorkneyöarna. Argentina och Storbritannien gör anspråk på området. Roca ligger på ön Laurie.. 